# Яловичёрские горы
Яловичёрские горы (другое название — Горы Яловичоры) — горный массив в Украинских Карпатах. Расположен в южной части Вижницкого района Черновицкой области. Длина массива (с севера на юг) — примерно 30 км. С запада ограничен долиной рек Белый Черемош и Перкалаб, с юго-востока — долиной Сучавы, с северо-востока — Верховинско — Путильского низкогорья (в частности долиной реки Путилы). Яловичёрские горы на юге граничат с Мармарошским массивом и отделены от него украинско-румынской границей.
Яловичёрский массив состоит из многочисленных хребтов, крупнейшие из которых: Яровец (самый высокий в Буковинских Карпатах), Путиллы, Максимец, Випчина, Лосова. К массиву также относят хребет Чёрный Дол (хотя некоторые географы считают его частью Мармарошского массива, и в частности Чивчинских гор). Хребты простираются в основном с северо-запада на юго-восток и расчленены реками: Сарата, Яловичора, Лопушна и их притоками. Есть несколько перевалов: Джоголь, Семенчук.
Массив состоит из пород черемошского свита, которые местами выходят на поверхность в виде обнаженных отвесных скал и глыб. Большинство пригребневой части главных хребтов и их отрогах представлена достаточно широкими лугами. Подножия хребтов покрыты еловыми лесами.
Яловичёрские горы заселены слабо и сравнительно изолированы от популярных туристических маршрутов. Поэтому здесь сохранилось много аутентичных природно-географических комплексов.

## О названии массива
- До недавнего времени эту часть Украинских Карпат называли по-разному и не всегда правильно: горы Путилы, Яровица, южная часть Покутско-буковинских Карпат или просто от названия того или иного хребта (например, Лосова). Название Яловичёрские горы связано с названием реки Яловичёры, которая рассекает центральную самую высокую часть горного массива, и здешними населёнными пунктами — Нижний и Верхний Яловец (местное название — Яловичёры).

## Вершины
- Яровица (1574,4 м)
- Томнатик (1565,3 м)
- Черный Див
- Максимец (1345 м)